# Нальчик (городской округ)
Городско́й о́круг На́льчик или го́род На́льчик — муниципальное образование (со статусом городского округа) и административно-территориальная единица (город республиканского значения) в Кабардино-Балкарской Республике Российской Федерации.
Административный центр — город Нальчик.

## География
Городской округ Нальчик находится в центральной части республики, по обоим берегам реки Нальчик. Граничит с Чегемским районом на западе, севере и востоке, и с Черекским районом на юге и юго-востоке.
Площадь территории муниципального образования составляет 133,31 км².
Городской округ расположен в предгорной зоне республики. С запада, юга и востока округ окружён грядами северного склона Лесистого хребта, высоты которого в пределах округа достигают 1000 метров. Наиболее высокими точками этой гряды являются горы — Нартия (999,8 м), Большая Кизиловка (849 м), Малая Кизиловка и др. Вторая гряда Лесистого хребта, расположенных уже за пределами городского округа, характеризуется более высокими отметками в 1300—1500 метров над уровнем моря. Хребет покрыт густым смешанным лесом и имеет крутой почти отвесный склон на юге и более пологую северную часть. Очертания возвышенностей обычно мягкие и сглаженные. Холмистая возвышенность на севере и востоке постепенно переходят в наклонную Кабардинскую предгорную равнину, с волнистым рельефом. Средние высоты на территории городского округа составляют около 575 метров над уровнем меря, и колеблется от 450 метров на северо-востоке до 1000 метров на юге округа. В геоморфологическом отношении рассматриваемая территория приурочена к области перехода невысоких предгорий Лесистого хребта в наклонно-волнистую предгорную равнину.
Территория городского округа в направлении с юга-запада на северо-восток пересекают множество рек, наиболее крупными из которых являются реки — Нальчик, Шалушка, Кенже, Белая, Нартия, Сухая Шалушка, Мишхич, и др. В центре города имеется сеть озёр, наиболее крупным из которых является — озеро Курортное. Также на территории округа имеются выходы минеральных и родниковых источников, и сеть искусственных водоёмов.

### Климат
Климат на территории городского округа влажный умеренный (Dfb согласно классификации климата Кёппена), с тёплым летом и прохладной малоснежной зимой. Относительная близость Главного Кавказского и Скалистого хребтов оказывает заметное влияние на климат городского округа. Характерной особенностью являются резкие суточные колебания температуры воздуха, в основном наблюдающиеся в летнее время. Эти особенности связаны с местными горами и долинными ветрами (горные бризы).
Средние показатели дневной температуры воздуха колеблются от +28°…+30°С — в июле до 0°…+2°С — в январе. Средние показатели ночной температуры воздуха колеблются от +17°…+19°С — в июле до -4°…-6°С — в январе. Наиболее высокие температуры воздуха наблюдаются в конце июля — начале августа, а наиболее низкие в конце января — начале февраля.
Среднегодовое количество осадков составляет около 640 мм. Максимально зафиксированный годовой уровень осадков составляет 893 мм., а рекордный суточный максимум — 94 мм. В среднем за год отмечается 140 дней с дождем, 40 дней со снегопадом, 45 дней с грозой, 75 дней с туманом. Выпадение града и сильный ветер отмечаются редко.
Величина относительной влажности неустойчива. Среднегодовое значение относительной влажности составляет 75 %, достигая максимума в зимний период 85—86 % и минимума — летом 65—66 %. Преобладающими направлениями ветра в течение года являются юго-западные, восточные и северо-восточные.

## История
В 1992 году Нальчикский городской совет (горсовет), состоявший из двух внутригородских районов — Ленинский и Октябрьский, был упразднён и преобразован в Нальчикскую городскую администрацию.
В 1995 году посёлки Белая Речка, Кенже и Хасанья были преобразованы в сёла, а в посёлке Адиюх создано отдельное местное самоуправление в составе Нальчикской городской администрации.
Городской округ Нальчик был образован в 2005 году на базе расформированной Нальчикской городской администрации. В неё были включены город Нальчик, а также населённые пункты из расформированной городской администрации — посёлок Адиюх (с присвоением статуса села) и сёла Белая Речка, Кенже и Хасанья.

## Население
| 1970     | 1979     | 1989     | 2002     | 2010     | 2011     | 2012     | 2013     | 2014     |
| -------- | -------- | -------- | -------- | -------- | -------- | -------- | -------- | -------- |
| 172 530  | ↗222 708 | ↗251 087 | ↗300 392 | ↘266 033 | ↘265 776 | ↘265 266 | ↘264 835 | ↘264 502 |
| 2015     | 2016     | 2017     | 2018     | 2019     | 2020     | 2021     | 2023     | 2024     |
| ↗264 812 | ↗264 924 | ↗265 162 | ↗265 299 | ↘264 753 | ↗265 635 | ↗272 766 | ↘271 656 | ↘271 464 |
| 2025     |          |          |          |          |          |          |          |          |
| ↘271 343 |          |          |          |          |          |          |          |          |

### Урбанизация
Городское население (собственно город Нальчик) составляет 90.51 % от всего населения округа.

### Национальный состав
По данным Всероссийской переписи населения 2010 года:
| Народ                     | Численность, чел. | Доля от всего населения, % |
| ------------------------- | ----------------- | -------------------------- |
| кабардинцы                | 126 914           | 47,71 %                    |
| русские                   | 69 904            | 26,28 %                    |
| балкарцы                  | 44 678            | 16,79 %                    |
| осетины                   | 4 964             | 1,87 %                     |
| другие                    | 18 444            | 6,93 %                     |
| не указана национальность | 1 129             | 0,42 %                     |
| Всего                     | 266 033           | 100,0 %                    |

По итогам переписи населения 2020 года проживали следующие национальности (национальности менее 1 % и другое, см. в сноске к строке «Другие»):
| Национальность | Численность, чел. | Доля     |
| -------------- | ----------------- | -------- |
| Кабардинцы     | 129 200           | 47,37 %  |
| Русские        | 59 762            | 21,91 %  |
| Балкарцы       | 47 740            | 17,50 %  |
| Черкесы        | 9547              | 3,50 %   |
| Осетины        | 3465              | 1,27 %   |
| Другие         | 23 052            | 8,45 %   |
| Итого          | 272 766           | 100,00 % |

Половозрастной состав
По данным Всероссийской переписи населения 2010 года:
| Возраст     | Мужчины, чел. | Женщины, чел. | Общая численность, чел. | Доля от всего населения, % |
| ----------- | ------------- | ------------- | ----------------------- | -------------------------- |
| 0 — 14 лет  | 22 015        | 21 230        | 43 245                  | 16,25 %                    |
| 15 — 59 лет | 83 431        | 100 635       | 184 066                 | 69,20 %                    |
| от 60 лет   | 14 107        | 24 615        | 38 722                  | 14,55 %                    |
| Всего       | 119 553       | 146 480       | 266 033                 | 100,0 %                    |

Мужчины — 119 553 чел. (44,9 %). Женщины — 146 480 чел. (55,1 %).
Средний возраст населения — 36,5 лет. Средний возраст мужчин — 34,4 лет. Средний возраст женщин — 38,1 лет.
Медианный возраст населения — 34,4 лет. Медианный возраст мужчин — 31,7 лет. Медианный возраст женщин — 36,8 лет.

## Населённые пункты
Распределение населения округа
 г. Нальчик (90,51 %) с. Кенже (3,67 %) с. Хасанья (3,6 %) с. Белая Речка (1,39 %) с. Адиюх (0,81 %)
В состав городского округа входят 5 населённых пунктов, в том числе сам город Нальчик и 4 сельских населённых пункта:
| № | Населённый пункт | Тип   | Население |
| - | ---------------- | ----- | --------- |
| 1 | Нальчик          | город | ↘245 588  |
| 2 | Адиюх            | село  | ↗2195     |
| 3 | Белая Речка      | село  | ↗3776     |
| 4 | Кенже            | село  | ↗9969     |
| 5 | Хасанья          | село  | ↘9772     |

## Органы местного самоуправления
Структуру органов местного самоуправления городского округа составляют:
- Совет местного самоуправления городского округа Нальчик — представительный орган городского округа Нальчик;
- Глава городского округа Нальчик (высшее должностное лицо городского округа), избираемый Советом местного самоуправления городского округа Нальчик из своего состава,  исполняющий полномочия председателя Совета местного самоуправления городского округа Нальчик;
- Местная  администрация городского округа Нальчик — исполнительно-распорядительный орган городского округа;
- Контрольно-счётная палата  городского округа Нальчик — контрольно-счётный орган городского округа.

Глава администрации городского округа
- Ахохов Таймураз Борисович (с 6 апреля 2018 года)

Председатель Совета местного самоуправления
- Муравьёв Игорь Вячеславович (с 6 марта 2009 года)

Совет местного самоуправления городского округа Нальчик состоит из 33 депутатов, избираемых сроком на 5 лет.
Адрес администрации городского округа Нальчик: город Нальчик, ул. Кешокова, 70.

### Территориальные исполнительные органы
В составе городского округа, действуют территориальные исполнительные органы (ТИО): 
- Администрация села Адиюх
- Администрация села Белая Речка
- Администрация села Кенже
- Администрация села Хасанья
- Администрация микрорайона Вольный Аул.

## Экономика
Роль и место городского округа Нальчик в жизни Кабардино-Балкарии и в её социально-экономическом развитии особо важны, поскольку в нём проживает чуть более 30% населения и работают около 40% активно занятого населения республики. В округе сосредоточено 40% основных производственных фондов и производится около 33% общереспубликанского объёма продукции.
Нальчик является крупным индустриальным центром на Северном Кавказе, где сформировалась многоотраслевая промышленная структура. Наиболее развитыми отраслями в промышленности являются — цветная металлургия, электротехническая и лёгкая промышленность, машиностроение, строительная и медицинская промышленность.
В настоящее время особое внимание уделяется развитию малого и среднего бизнеса, где действуют 3248 малых и средних предприятий, а также 9412 индивидуальных предпринимателей. В основном малый бизнес направлен на торговую деятельность (57%), транспорт и связь (9,3%), промышленность (8,7%) и строительство (5,1%). На предприятиях малого и среднего бизнеса занято около 55 тыс. человек.
Выгодное географическое положение городского округа Нальчик, благоприятные природно-климатические условия, наличие достаточных минерально-сырьевых и трудовых ресурсов, развитость транспортных коммуникаций и сети социально-культурных объектов создают условия для относительно высокого уровня развития экономического потенциала города.